# Copa Itália de Voleibol Feminino
A Copa Itália de Voleibol Feminino é uma competição anual entre clubes de voleibol feminino da Itália. É organizado pela Lega Pallavolo Femminile Serie A, consórcio de clubes filiado à Federação Italiana de Voleibol (FIPAV) e classifica seu campeão para a Liga dos Campeões da Europa e para a Supercopa Italiana.